# Herbert Thörl

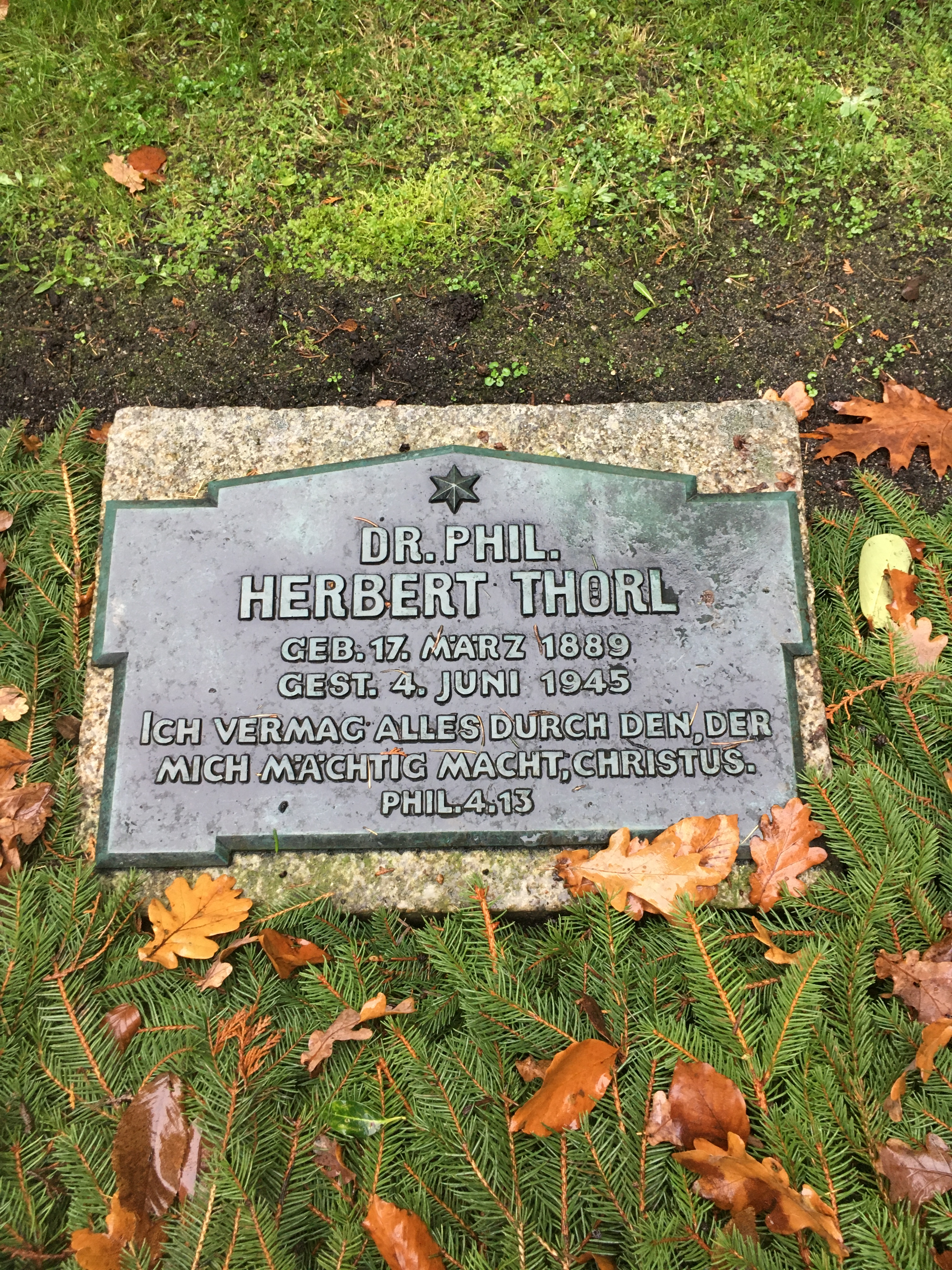
Grabstätte Herbert Thörl auf dem Friedhof Ohlsdorf

Herbert Thörl (* 17. März 1889 in Harburg; † 4. Juni 1945 in Hamburg) war ein deutscher Kaufmann und Chemiker.

## Leben
Herbert Thörl war ein Sohn des Fabrikdirektors Friedrich Thörl und dessen Frau Julie, geb. Liebermann (* 1862).
Nach erfolgreichem Besuch des Realgymnasiums studierte er Chemie an der philosophischen Fakultät der Christian-Albrechts-Universität zu Kiel und wurde dort 1919 mit der Dissertation Zur Kenntnis der cyclischen Acetonbasen promoviert.
Gemeinsam mit seinem Bruder Erich (1891–1964) gründete Thörl im Oktober 1922 eine Getreiderösterei, die Dr. H. & E. Thörl oHG. Zwei Jahre später erwarb die Gesellschaft eine Margarinefabrik. 1929 zog Thörl von Harburg nach Winterhude.
Noch vor der Machtübernahme durch die Nationalsozialisten war Thörl Mitglied der Winterhuder Ortsgruppe des Stahlhelms geworden, in der er eine führende Position übernahm. Thörl war christlichen Glaubens und ein Gegner der judenfeindlichen Politik der NSDAP. Aus unbekannten Gründen wurde er 1935 erstmals in Haft genommen. In späteren Jahren gründete er eine oppositionelle Bewegung.
Aufgrund von Denunziation wurde er wegen des Abhörens von Feindsendern und „staatsfeindlicher Äußerungen“ am 28. März 1945 in die JVA Fuhlsbüttel eingeliefert und gemeinsam mit seiner zweitältesten Tochter Helga am 13. April 1945 in das Arbeitserziehungslager Nordmark überstellt, dort aber bereits am 30. April wieder entlassen. Als Folge des Haftaufenthaltes erkrankte er nach Kriegsende an einer Lungenentzündung und starb wenige Wochen später im Alter von 56 Jahren im Universitätsklinikum Hamburg-Eppendorf. Seine Beisetzung erfolgte in der Familiengrabstätte auf dem Friedhof Ohlsdorf im Planquadrat AD 16.

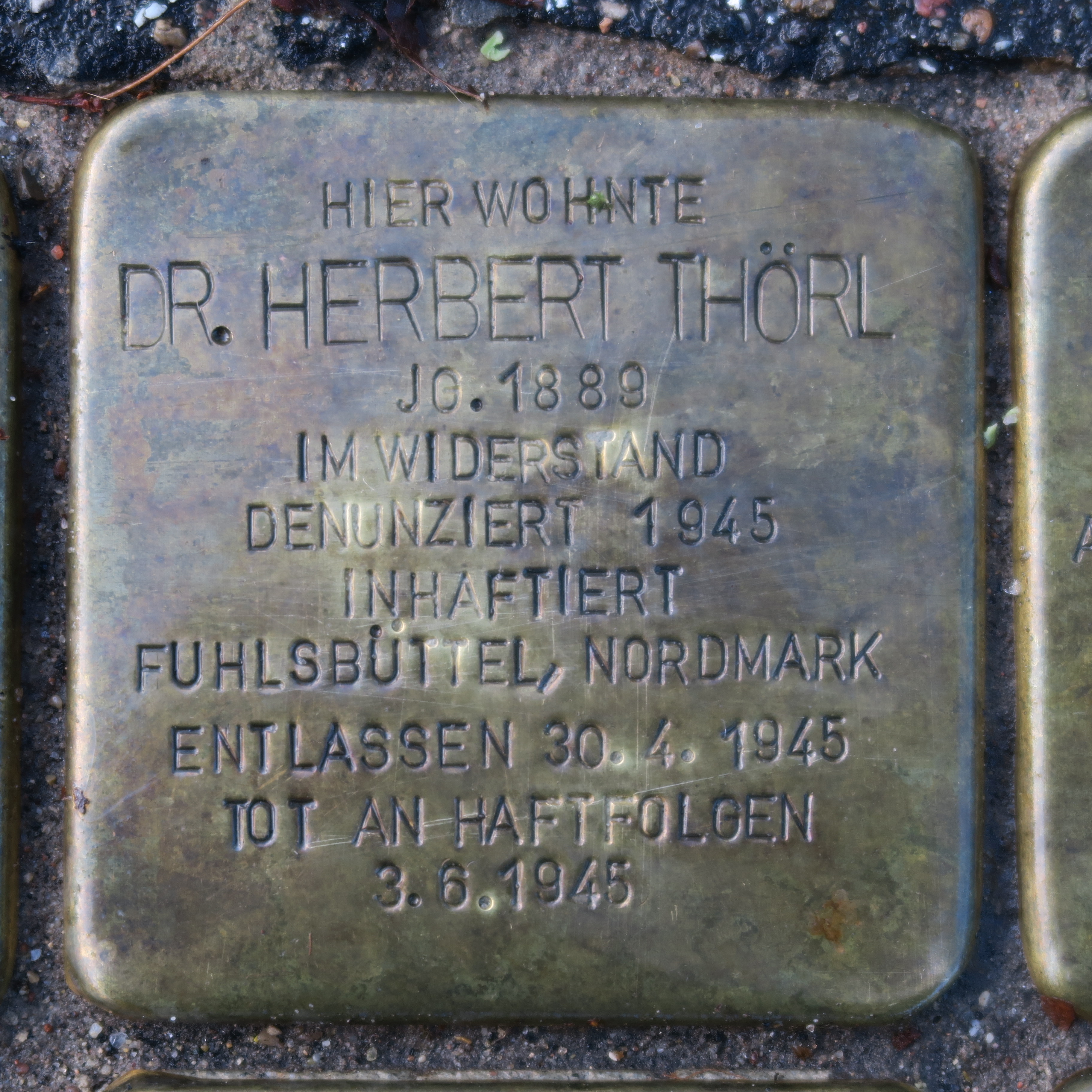
Stolperstein für Herbert Thörl in Hamburg-Heimfeld (2023)

Herbert Thörl lebte zeitweise im Eißendorfer Pferdeweg 12 im Stadtteil Heimfeld. Dort wurden für ihn und weitere Bewohner Stolpersteine verlegt. 1988 ehrte ihn die Stadt Hamburg mit der Benennung des Herbert-Thörl-Wegs im Stadtteil Rönneburg.